# Kagura

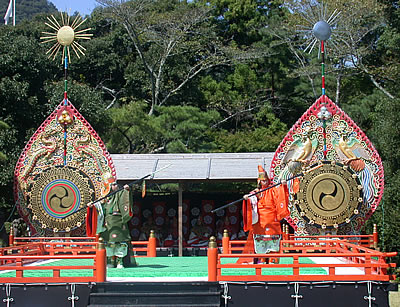
Dois sacerdotes executam o kagura no grande Santuário Ise

Kagura (em japonês 神楽) é uma forma de teatro e dança característica do xintoísmo e que se realiza em cerimónias e festas importantes.
As origens da Kagura são muito antigas e estão ligadas às do Teatro Noh. Originalmente era realizada no palácio do Imperador por sacerdotisas, representando o mito da deusa do Sol, Amaterasu. 
Estas danças no palácio imperial eram chamadas mikagura (em japonês 御神楽), por oposição às satokagura (em japonês 里神楽), versões populares da kagura que se realizavam fora do palácio.
Nos Santuários Xinto, a kagura realiza-se habitualmente ao ar livre, num palco que é por vezes coberto, de forma quadrada e com varandins, conhecido como Hirabutai. 
As formas e conteúdos da satokagura variam radicalmente, consoante as regiões, locais e os momentos em que é realizada, mas podem ser grosseiramente divididas em quatro géneros:
- Miko Kagura: várias mulheres (Miko) dançam com leques e sinos, representando os antigos rituais em se considerava que as miko eram possuídas pelo kami e falavam em seu nome, actuando como oráculos.
- Izumo-ryu kagura (kagura estilo Izumo): trata-se de representações de mitos e lendas sagradas, utilizando máscaras, tal como no Teatro Noh. É muito comum na região de Chugoku e no Japão Ocidental.
- Ise-ryū kagura (kagura estilo Ise): Representa um ritual de purificação através da água a ferver (yudate). Daí que também é conhecida por yudate kagura. Está ligada aos rituais dos santuários exteriores do grande Santuário Ise.
- Shishi kagura (ou kagura do leão): vários bailarinos utilizam uma máscara de leão, que se considera como sendo o corpo sagrado do kami (Shintai).

Apesar destas e doutras variações, a kagura apresenta normalmente uma estrutura em três partes: a recepção do kami, a oferta de entretenimento e, por fim, a despedida com o regresso ao honden do objecto sagrado (Shintai). 
As várias formas da kagura têm vindo a perder o carácter de solenidade religiosa e a adquirir um tom mais ligeiro e de entretenimento e são realizadas em todas as festas mais importantes do calendário xinto.

## Importância cultural

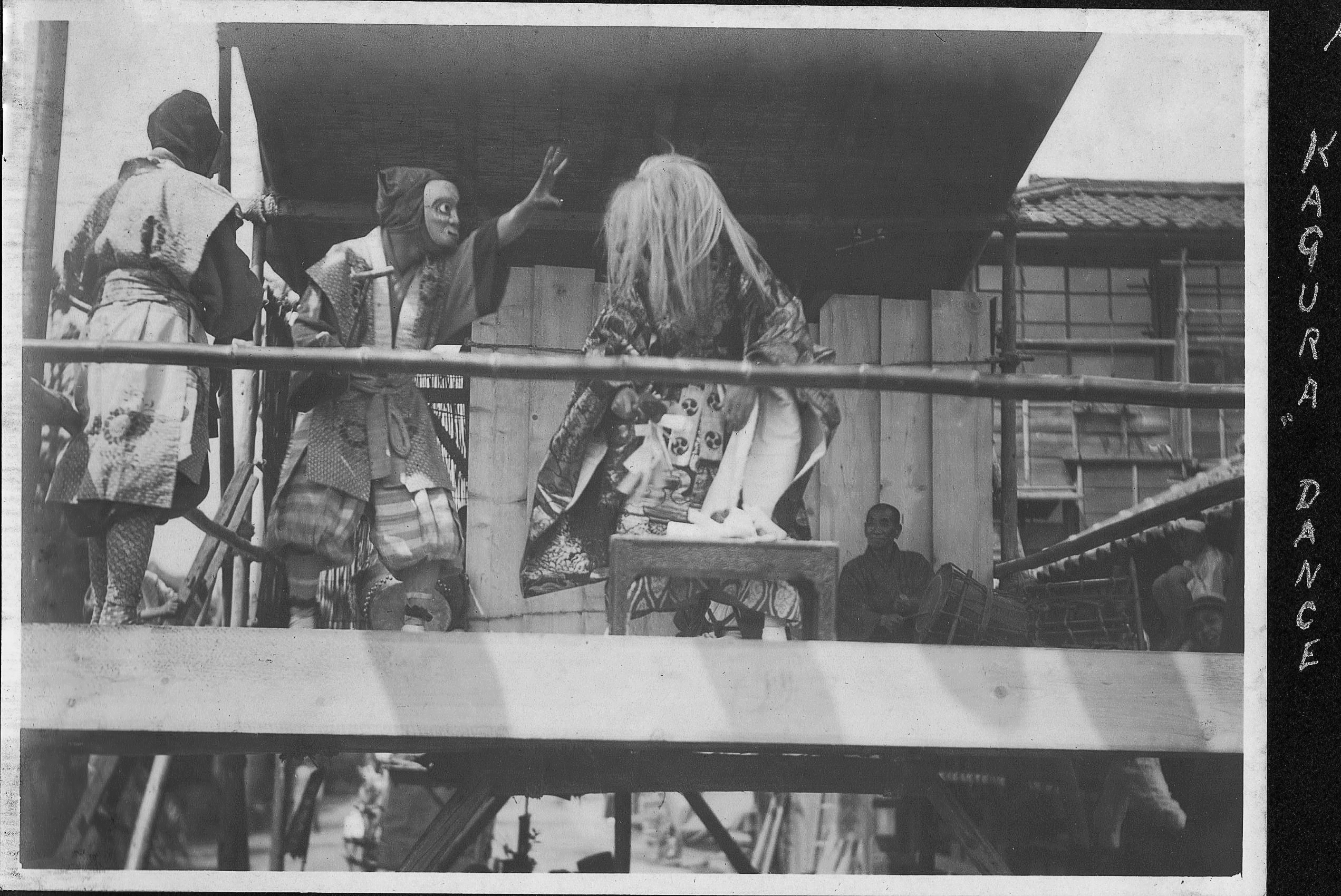
Dança Kagura em 1914

Entre os séculos XIV e XV a população da prefeitura de Iwate, localizada no norte da ilha de Honshu, adorava o monte Hayachine como uma divindade. Esta veneração deu origem ao "Kagura", uma performance popular que continua a animar o Grande Festival Hayachine Santuário, no primeiro dia de agosto, na cidade de Hanamaki. O Hayachine kagura é composto de uma série de danças realizadas por dançarinos mascarados ao som de tambores, pratos e flautas. O espetáculo começa com seis danças rituais, seguido por outras cinco lendas de deuses e episódios da história do Japão medieval, e termina com uma dança em que um dançarino representa Shishi, uma criatura fantástica como um leão que é a encarnação do sagrado Monte Hayachine. Inicialmente, esta dança era executada pelos religiosos que guardavam o santuário para mostrar o poder da divindade da montanha e abençoar o povo, mas hoje o Kagura Hayachine é interpretado por representantes de toda a comunidade para a qual esta própria expressão cultural é uma fonte de orgulho. A transmissão deste ritual de geração em geração e a sua representação pública não só reafirmam o sentimento de identidade da comunidade e contribuem para a sustentabilidade de uma tradição importante, mas também permitem que se comemorem episódios da história do Japão e se preste homenagem a uma divindade da montanha venerada por todo o país.
A UNESCO integrou o kagura de Hayachine na lista representativa do Património Cultural Imaterial da Humanidade em 2009.